# Peugeot Typ 58

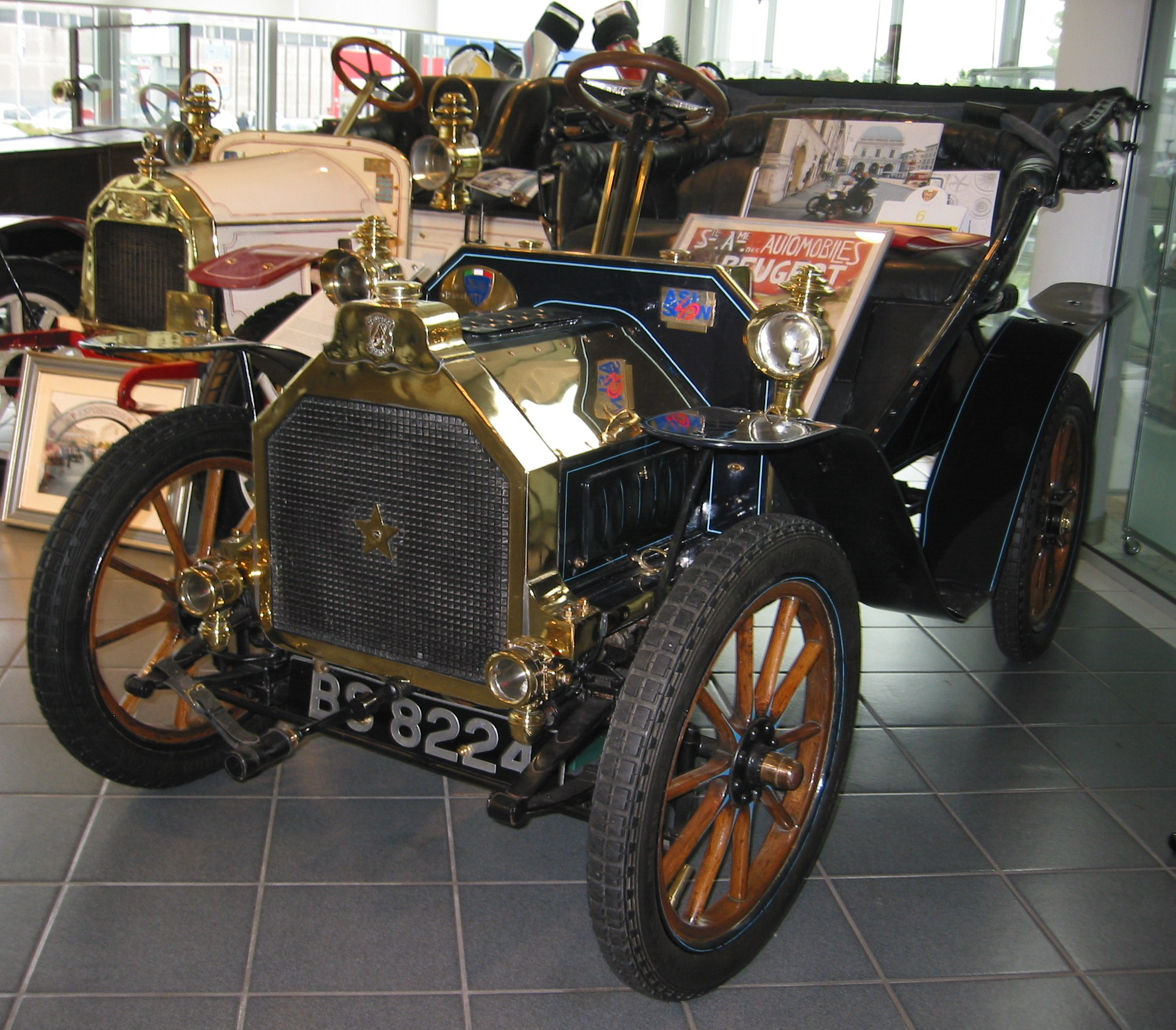
Peugeot Typ 58 von 1904

Der Peugeot Typ 58 ist ein frühes Automodell des französischen Automobilherstellers Peugeot, von dem 1904 im Werk Audincourt 121 Exemplare produziert wurden.
Die Fahrzeuge besaßen einen Einzylinder-Viertaktmotor, der vorne angeordnet war und über Kardan die Hinterräder antrieb. Der Motor leistete aus 833 cm³ Hubraum 6,5 PS.
Bei einem Radstand von 190 cm betrug die Spurbreite 108 cm. Die Karosserieform Tonneau bot Platz für vier Personen.